# East London Mosque

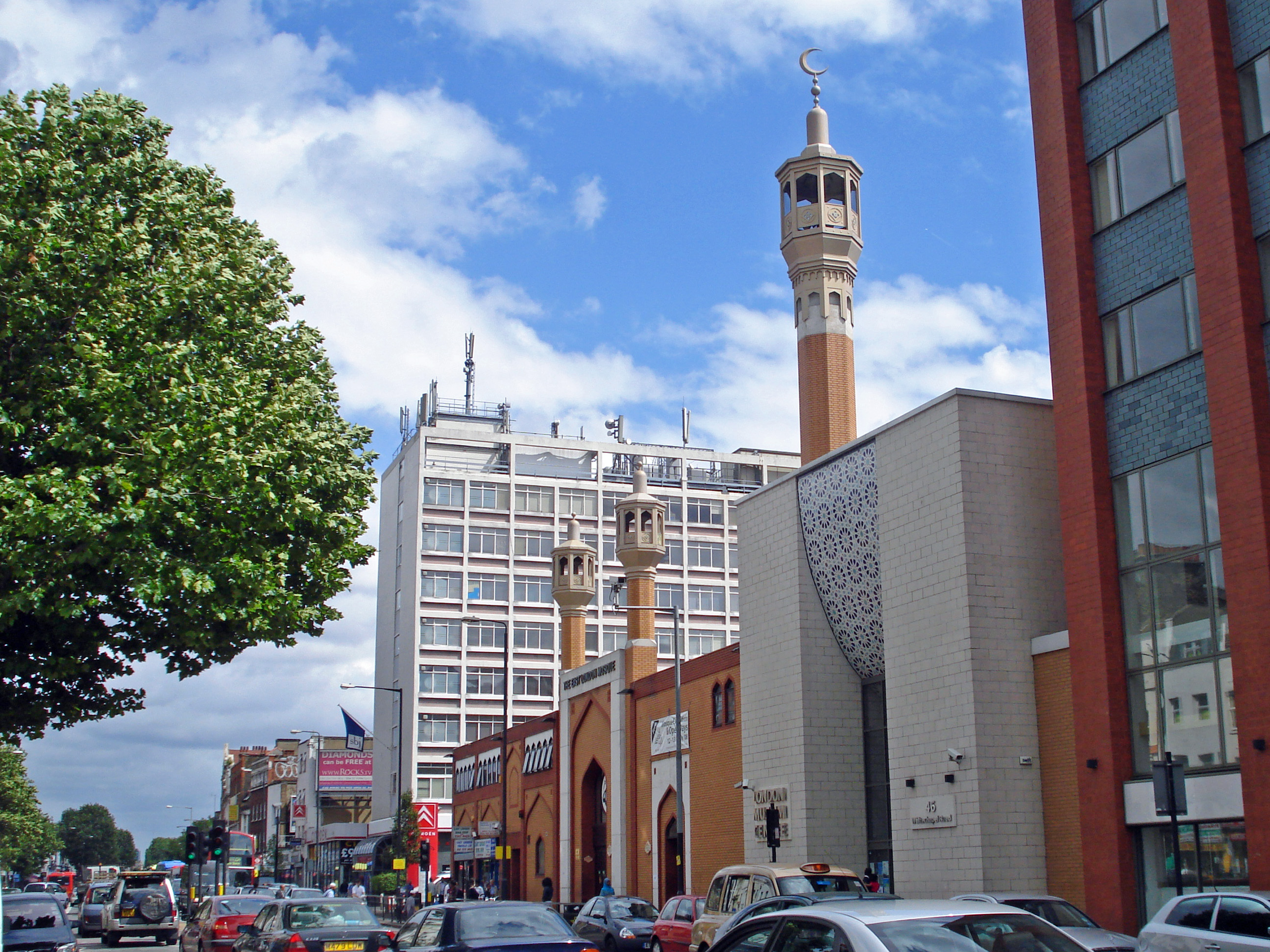
East London Mosque und London Muslim Centre

Die East London Mosque (East-London-Moschee / „Ost-London-Moschee“) ist eine Moschee in der Whitechapel Road, Whitechapel, London. Das London Muslim Centre und das Maryam Centre grenzen an sie an.

## Allgemeines

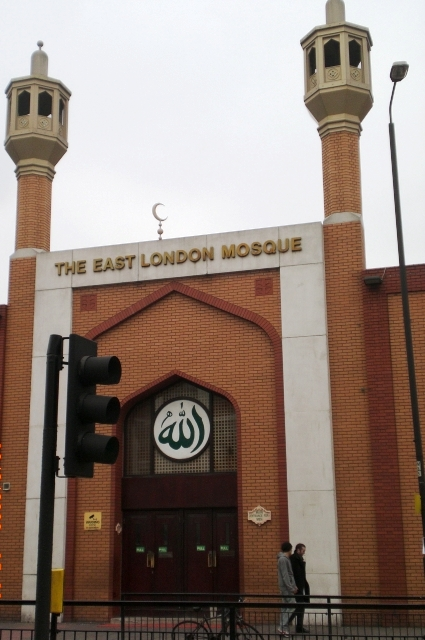
Hauptportal und Minarette

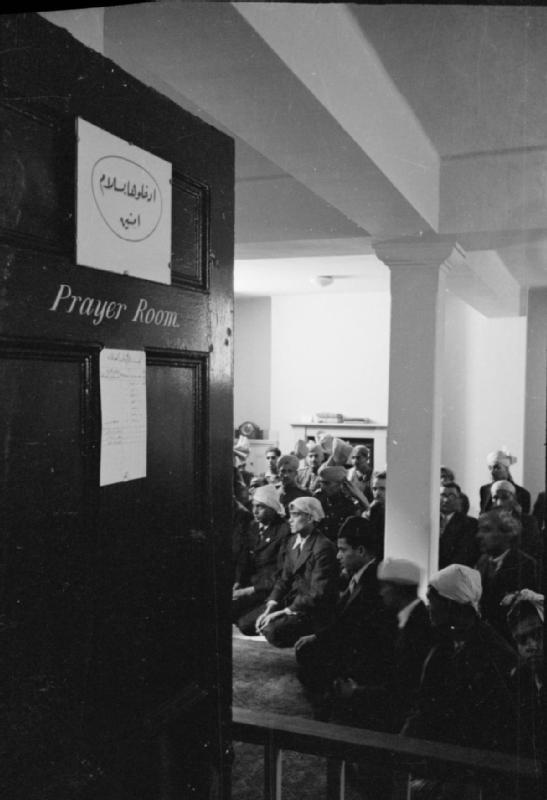
Der Gebetsraum der ursprünglichen East London Mosque während des Festes des Fastenbrechens 1941

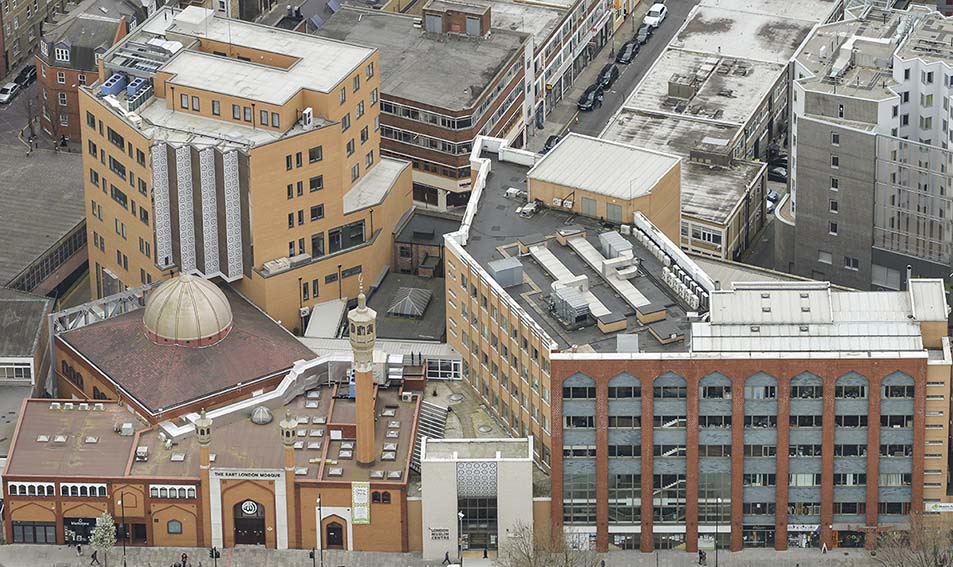
Gesamtansicht des Gebäudekomplexes

Das Gotteshaus einer der größten muslimischen Gemeinschaften Londons mit 7.000 Plätzen feierte im Jahr 2010 sein hundertjähriges Bestehen.
Ihr Hauptimam und Chatib ist der in Bangladesch geborene Sheikh Abdul Qayum.

## Geschichte
1910 fand im Londoner Hotel Ritz eine öffentliche Sitzung statt, worin zur Einrichtung einer der Tradition des Islams und der Hauptstadt des britischen Empires würdigen Moschee in London aufgerufen wurde. Es wurde ein Fonds eingerichtet, an dessen Verwaltung sich Prominente wie Aga Khan, Syed Ameer Ali, die Koranübersetzer Abdullah Yusuf Ali und Marmaduke Pickthall, Lord Lamington, Earl Winterthon und Nathan Rothschild beteiligten. Doch erst nach mehreren Jahrzehnten konnte das Projekt zum Abschluss gelangen.
1941 hatte der London Mosque Trust drei Gebäude in der Commercial Road, Stepney, erworben und sie zu einer Moschee umgewandelt.
Von der Commercial Road im East End zog sie in die Fieldgate Street und im Jahr 1985 weiter in die Whitechapel Road.
Die jetzige Moschee wurde 1982–1985 mit Hilfe saudischer Spenden erbaut, wobei sich die Kielbögen ihrer Fassade und die beiden das Portal flankierenden Minarette eher auf iranische Vorbilder zu beziehen scheinen.